# بروس كليلاند
بروس كليلاند (بالإنجليزية: Bruce Cleland)‏ هو مدرب كرة قدم ولاعب كرة قدم بريطاني، ولد في 26 سبتمبر 1958 في بيزلي في المملكة المتحدة. لعب مع كوين أوف ساوث ونادي آير يونايتد ونادي ألبيون روفرز ونادي بارو ونادي ماذرويل.